# Ciutat estat
Una ciutat estat és una ciutat sobirana independent que exerceix el poder sobre la seva vida política, econòmica i cultural sobre el seu territori contigu. Han existit a moltes parts del món des dels albors de la història, entre les quals hi trobem Roma, Atenes, Esparta, Cartago i les ciutats estat italianes durant l'Edat Mitjana i el Renaixement, com Florència, Venècia, Gènova i Milà. Amb l'augment dels estats nació a tot el món, només existeixen unes poques ciutats estat sobiranes modernes, amb cert desacord sobre com qualificar-es: Mònaco, Singapur i la Ciutat del Vaticà són les més acceptades com a tals. Singapur n'és l'exemple més clar, amb un autogovern total, una moneda pròpia, un fort exèrcit i una població de 5,6 milions.
Diverses ciutats no sobiranes gaudeixen d'un alt grau d'autonomia, i de vegades es consideren ciutats estat. Macau, Hong Kong, i els membres dels Emirats Àrabs Units –sobretot Dubai i Abu Dhabi– són sovint citats com a tals.

## Antecedents històrics

### Món antic i medieval
Ciutats-estats històriques inclouen les ciutats sumèries com Uruk i Ur: les ciutats de l'antic Egipte com Tebes i Memfis; les ciutats fenícies de Tir i Sidó; les cinc ciutats estat filistees; les ciutats estat amazigues dels Garamants ; les ciutats estat de l'antiga Grècia: polis com Atenes, Esparta, Tebes i Corint; la República Romana,que va passar d'una ciutat-estat a un vast imperi; les ciutats estat italianes des de l'edat mitjana fins a la primera edat moderna, com Florència, Siena, Ferrara, Milà, que a mesura que van créixer en poder van començar a dominar les ciutats veïnes, i Gènova i Venècia, que es van convertir en poderoses talassocràcies; les de la cultura maia i altres de la Mesoamèrica precolombina: com Chichen Itza, Tikal, Copán i Monte Albán ; les ciutats de l'Àsia central al llarg de la Ruta de la Seda; les ciutats estat de la costa suahili: Ragusa; els estats de les terres russes medievals com Novgorod i Pskov, entre moltes altres. L'historiador danès Poul Holm ha classificat les ciutats colonials vikingues a la Irlanda medieval, sobretot el Regne de Dublín, com a ciutat-estat.

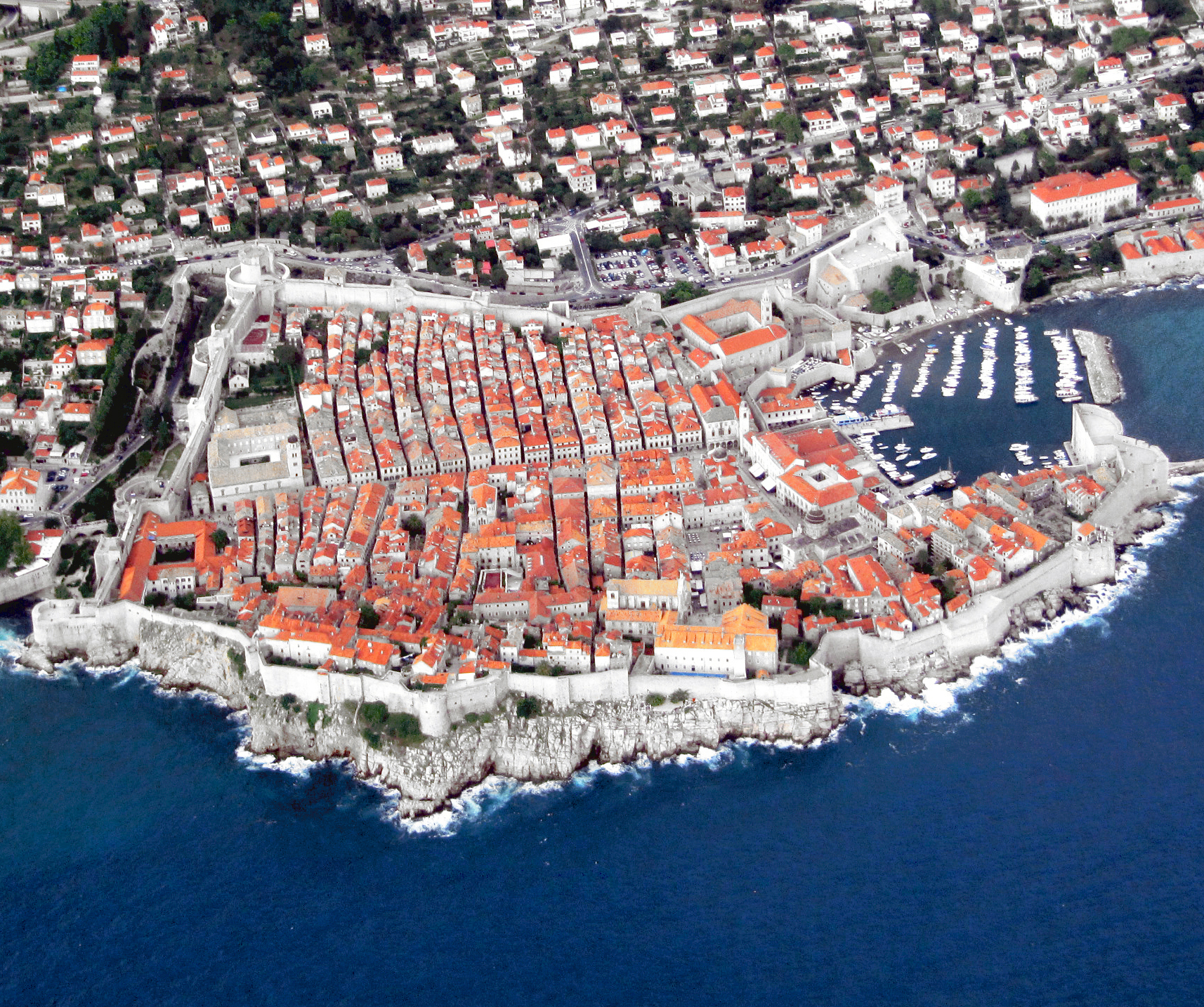
La República de Ragusa, una ciutat-estat marítima, tenia la seu a la ciutat emmurallada de Dubrovnik

A Xipre, l'assentament fenici de Kition (a l'actual Làrnaca) va ser una ciutat-estat que va existir des de l'any 800 aC fins a finals del segle iv aC.
Alguns dels exemples més coneguts de la cultura de les ciutats estat en la història de la humanitat són les antigues polis gregues i les ciutats estat mercantils de la Itàlia renaixentista, que es van organitzar com a centres independents. L'èxit de les unitats regionals que coexistien com a entitats autònomes en unitats geogràfiques i culturals poc definides com a Itàlia i Grècia, sovint van impedir la seva fusió en unitats nacionals més grans. No obstant això, aquest tipus d'entitats polítiques petites van sobreviure sovint només per períodes curts a causa que no tenien recursos per defensar-se de les incursions dels estats més grans, com la conquesta romana de Grècia. Així, inevitablement, van donar pas a organitzacions més grans de la societat, com l'imperi i l'estat nació. 

### Europa central

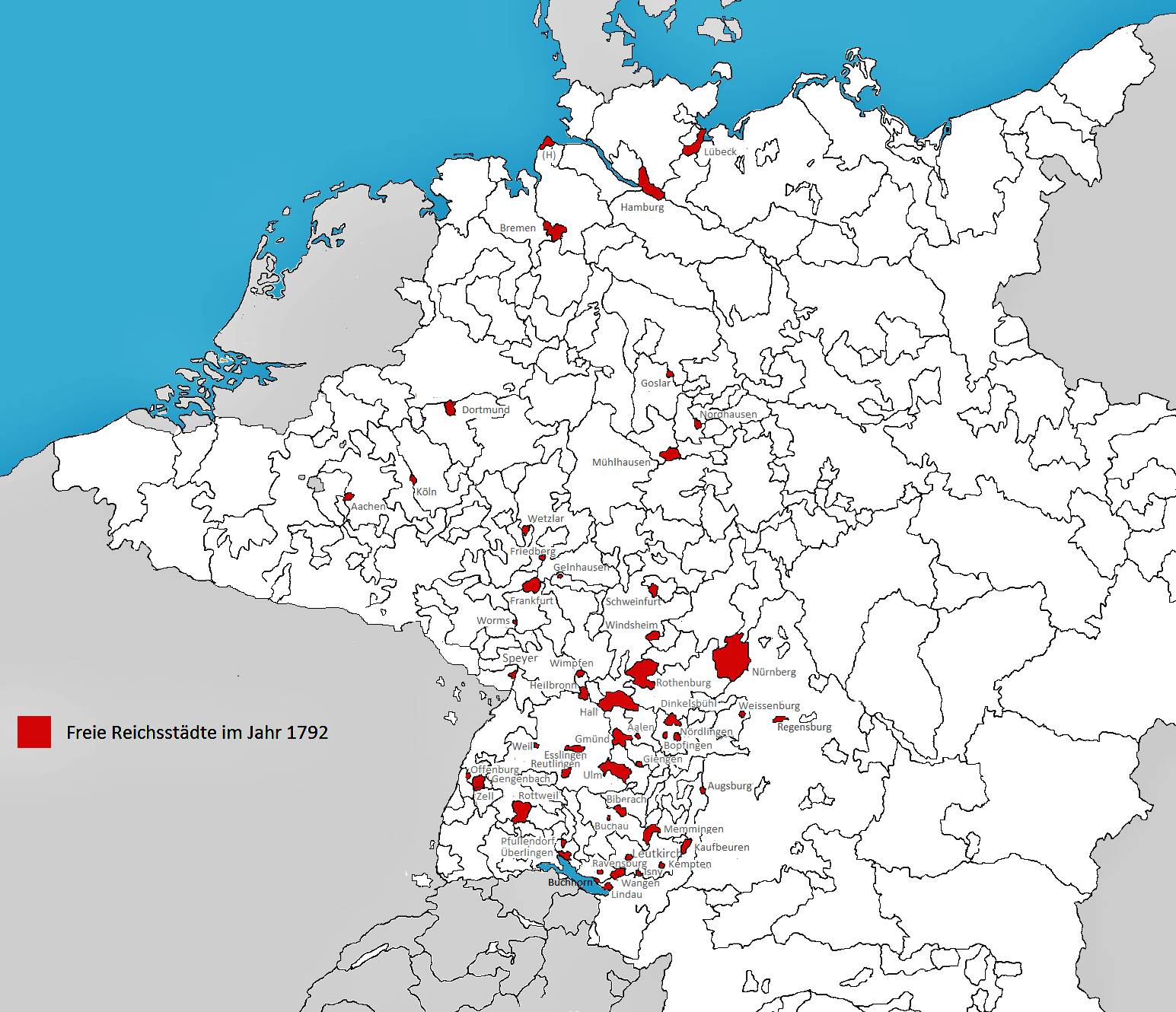
Les ciutats imperials lliures a partir de 1792.

Al Sacre Imperi Romanogermànic (962–1806) més de 80 ciutats imperials lliures van gaudir d'una autonomia considerable a l'edat mitjana i a la primera Edat Moderna, reforçades legalment pel dret internacional després de la pau de Westfàlia de 1648. Algunes, com tres de les primeres ciutats hanseàtiques, Bremen, Hamburg i Lübeck, van posar en comú les seves relacions econòmiques amb potències estrangeres i van poder exercir una influència diplomàtica important. Les ciutats individuals sovint van establir aliances protectores amb altres ciutats o amb regions veïnes, com ara la Lliga Hanseàtica (1358-segle XVII), la Lliga de Ciutats Suàbia (1331-1389), la Decàpolis alsaciana (1354-1679) a l'Alsàcia o l'Antiga. Confederació Suïssa (c. 1300 – 1798). Els cantons suïssos de Zurich, Berna, Lucerna, Friburg, Solothurn, Basilea, Schaffhausen, i Ginebra es van originar com a ciutats estat.
Després de la dissolució del Sacre Imperi Romanogermànic el 1806, algunes ciutats, membres de diferentsconfederacions es van convertir oficialment en ciutats estat sobiranes, com la Ciutat Lliure Hanseàtica de Bremen (1806–11 i de nou 1813–71), la Ciutat Lliure de Frankfurt del Main (1815–66), la Ciutat lliure i hanseàtica d'Hamburg (1806–11 i de nou 1814–71), la ciutat lliure i hanseàtica de Lübeck (1806–11 i de nou 1813–71) i la Ciutat lliure de Cracòvia (1815–1846). Sota el domini dels Habsburg, la ciutat de Fiume tenia l'estatus de corpus separatum (1779-1919), que, tot i que no arribava a una sobirania independent, tenia molts atribucions de ciutat-estat.

### Itàlia

Itàlia el 1494, després de la pau de Lodi

Al nord i al centre d'Itàlia durant els períodes medievals i renaixentistes, les ciutats estat, amb quantitats d'espai geogràfic divers associat, es van convertir en la forma estàndard de govern. Algunes d'elles, tot i ser estats independents de facto, formaven part formalment del Sacre Imperi Romanogermànic. L'època dels estats italians, en particular del segle XI al segle xv, es va caracteritzar pel notable desenvolupament econòmic, el comerç, les manufactures i el capitalisme mercantil, juntament amb una urbanització creixent. Amb una influència notable a gran part del món mediterrani i al conjunt d'Europa. Durant aquest temps, la majoria de les ciutats estat italianes estaven governades per una sola persona, com la Signoria o per una dinastia, com la Casa dels Gonzaga i la Casa dels Sforza.
Exemples de ciutats estat italianes durant l'Edat Mitjana i el Renaixement: República de Florència, Ducat de Milà, Ducat de Ferrara, San Marino, Ducat de Mòdena i Reggio, Ducat d'Urbino, Ducat de Màntua i la República de Lucca.
Un altre exemple de ciutats estat italianes, van ser les poderoses repúbliques marítimes, les més conegudes són: República de Venècia, República de Gènova, República d'Amalfi i República de Pisa.

### Sud-est asiàtic
En la història del sud-est asiàtic continental, grups aristocràtics, líders budistes i altres van organitzar assentaments en ciutats estat autònomes o semiautònomes. Aquestes s'anomenaven mueang, i normalment estaven relacionades en una relació tributària que ara es descriu com a mandala o sobirania superposada, en què les ciutats estat més petites rendien tribut a les més grans que alhora rendien homenatge a les més grans, fins a arribar al vèrtex en ciutats com Ayutthaya, Bagan, Bangkok i altres que van servir com a centres de la reialesa del sud-est asiàtic. El sistema va existir fins al segle xix, quan es va produir la colonització per part de les potències europees. Siam, una potència regional de l'època, necessitava definir els seus territoris per a la negociació amb les potències europees, de manera que el govern siamès va establir un sistema d'estat nació, incorporant les seves ciutats tributàries: Lan Xang, Cambodja i algunes ciutats malaies) al seu territori i va abolir. el mueang i el sistema tributari.
A principis de la història de les Filipines, el barangay era una unitat sociopolítica complexa que els estudiosos han considerat històricament el patró organitzatiu dominant entre els diversos pobles de l'arxipèlag filipí. Aquestes unitats sociopolítiques de vegades també s'anomenaven estats barangay, però es refereixen més adequadament amb el terme tècnic d'enitat política. L'evidència suggereix un grau considerable d'independència com les ciutats estat governades per Datus, Rajahs i Sultanats. Els primers cronistes registren que el nom va evolucionar a partir del terme balangay, que es refereix a un vaixell de taulons àmpliament utilitzat per diverses cultures de l'arxipèlag filipí abans de l'arribada dels colonitzadors europeus.

### Ciutats del segle XX sota supervisió internacional

#### Danzig
La Ciutat Lliure de Danzig va ser una ciutat-estat semiautònoma que va existir entre 1920 i 1939, formada pel port de Danzig a la mar Bàltica (avui Gdańsk, Polònia) i prop de 200 ciutats dels voltants. Va ser creat el 15 de novembre de 1920 en els termes de l'article 100 (Secció XI de la part III) del Tractat de Versalles de 1919 després del final de la Primera Guerra Mundial.

#### Fiume
Després d'un període prolongat on la ciutat de Fiume va gaudir d'una autonomia considerable sota el domini de la Dinastia dels Habsburg (vegeu Corpus separatum (Fiume)). L'Estat Lliure de Fiume es va proclamar com un estat lliure totalment independent que va existir entre 1920 i 1924. El seu territori de 28 km² (11 milles quadrades) comprenia la ciutat de Fiume (ara a Croàcia i, des del final de la Segona Guerra Mundial, coneguda com Rijeka) i zones rurals al seu nord, amb un corredor a l'oest que la connectava amb Itàlia.

#### Jerusalem
Sota el Pla de les Nacions Unides per a la partició de Palestina de 1947, la Mandat britànic de Palestina s'havia de dividir en tres estats: un estat jueu d'Israel, un estat àrab de Palestina i un corpus separatum (el llatí significa " cos separat ") format per una ciutat de Jerusalem -estat sota el control del Consell d'Administració de les Nacions Unides. Tot i que el pla va tenir cert suport internacional i l'ONU va acceptar aquesta proposta, mantenint oficialment la posició que Jerusalem s'hauria de mantenir sota aquest règim, la implementació del pla va fracassar quan va esclatar la guerra araboisraeliana de 1948 amb la Guerra Civil durant el Mandat Britànic de Palestina de 1947-1948, que finalment va resultar en que Jerusalem es dividia en Jerusalem Oest i Jerusalem Est. Israel finalment aconseguiria el control de Jerusalem Est a la Guerra dels Sis Dies el 1967.

#### Memel
La Regió de Klaipėda o Territori de Memel va ser definida pel Tractat de Versalles el 1920 quan va ser sotmesa a l'administració de la Conferència d'Ambaixadors. El Territori de Memel havia de romandre sota el control de la Societat de Nacions fins a un dia futur en què la gent de la regió pogués votar si la terra tornaria a Alemanya o no. El territori de Memel aleshores predominantment d'ètnia alemanya (els lituans prussians i els memellanders constituïen la resta de grups ètnics), situat entre el riu i la ciutat d'aquest nom, va ser ocupat per Lituània a la revolta de Klapédia de 1923.

#### Xangai
L'Assentament Internacional de Xangai (1845–1943) va ser una zona internacional amb el seu propi sistema legal, servei postal i moneda.

#### Tànger

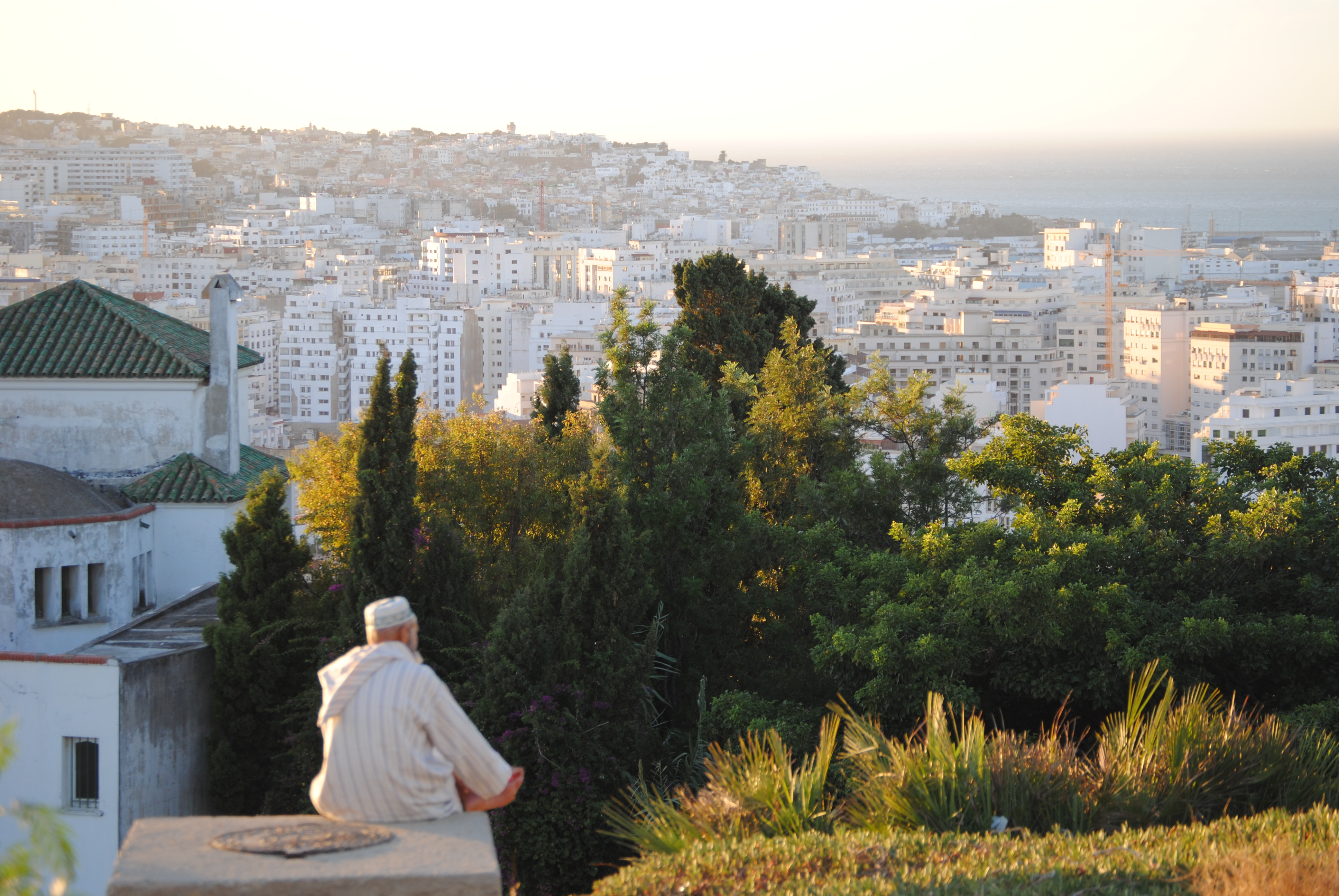
Tànger

La zona internacional dins de la ciutat de Tànger, al nord d'Àfrica era d'aproximadament 373 km². Al principi va estar sota l'administració conjunta de França, Espanya i el Regne Unit, i més tard de Portugal, Itàlia, Bèlgica, Països Baixos, Suècia i els Estats Units. La zona internacional estava inicialment unida al Marroc. Després va passar a ser un protectorat franco-espanyol des de 1923 fins al 29 d'octubre de 1956, quan va ser reintegrat a l'estat del Marroc.

#### Trieste
El Territori Lliure de Trieste va ser un territori independent situat a l'Europa central entre el nord d'Itàlia i Iugoslàvia, enfront de la part nord del mar Adriàtic, sota la responsabilitat directa del Consell de Seguretat de les Nacions Unides després de la Segona Guerra Mundial, de 1947 a 1954. L'ONU va intentar convertir el Territori Lliure de Trieste en una ciutat-estat, però mai va aconseguir la independència real i el 1954 el seu territori va ser dividit entre Itàlia i Iugoslàvia.

#### Berlín Oest
Al segle XX , Berlín Occidental, tot i que no disposva de sobirania, va funcionar des de 1948 fins a 1990 com un estat legalment no pertanyent a cap altre estat, però governat pels aliats occidentals. Van permetre, malgrat el seu domini com a poders ocupants, la seva organització interna com un estat alhora que era una ciutat, anomenada oficialment Berlín (Oest). Tot i que Berlín Occidental va mantenir estrets llaços amb la República Federal d'Alemanya Occidental, mai va formar part legalment d'ella.

## Ciutats-estat modernes

### Mònaco
El Principat de Mònaco és una ciutat-estat independent. La Vila de Monaco (antiga ciutat fortificada) i la coneguda zona de Montecarlo són districtes d'una zona urbana contínua, no ciutats diferents, tot i que eren tres municipis (comunes) separades fins a 1917. El Principat de Mònaco i la ciutat de Mònaco (amb poders específics cadascun) governen el mateix territori. Encara que mantenen un petit exèrcit, encara haurien de confiar a França per a la defensa davant d'una potència agressiva.

### Singapur
Singapur és una ciutat-estat insular del sud-est asiàtic. Uns 5,6 milions de persones viuen i treballen en 728,3 km², fent de Singapur el segon país més densament poblat del món després de Mònaco. Singapur va formar part de Malàisia abans de ser expulsat de la federació el 1965, esdevenint una república independent, una ciutat i un país sobirà. The Economist s'hi refereix com "l'única ciutat-estat plenament funcional del món". En particular, té la seva pròpia moneda i unes forces armades completes per a la dissuasió i per salvaguardar la sobirania de la nació contra potencials agressors.

### La Ciutat del Vaticà

Ciutat del Vaticà, una ciutat-estat coneguda per ser el país més petit del món

Fins al setembre de 1870, la ciutat de Roma havia estat controlada pel papa com a part dels seus Estats Pontificis. Quan el rei Víctor Emmanuel II es va apoderar de la ciutat el 1870, el papa Pius IX es va negar a reconèixer el recentment format Regne d'Itàlia.
Com que no podia viatjar sense reconèixer eficaçment l'autoritat del rei, Pius IX i els seus successors van afirmar cadascun ser un " Pres al Vaticà ", sense poder sortir dels 0,44 km² de l'enclavament papal un cop havien pujat als trons pontificis.
L'atzucac romà es va resoldre el 1929 pels Pactes del Laterà negociats pel dictador Benito Mussolini entre el rei Víctor Emmanuel III i el papa Pius XI. Segons aquest tractat, el Vaticà va ser reconegut com un estat independent, amb el Papa com a cap. L' estat de la Ciutat del Vaticà té la seva pròpia ciutadania, cossos diplomàtics, bandera i segells de correus. Amb una població de menys de 1.000 habitants (la majoria clergues), és, amb diferència, el país sobirà més petit del món.

## Estats amb característiques similars
Un nombre d'altres petits estats comparteixen moltes d'aquestes característiques i, de vegades, són citats com a ciutats estat modernes. Djibouti, Qatar, Brunei, Kuwait, Bahrain, Malta, Estònia, Costa Rica, Jordània, Surinam, Uruguai, Letònia, i Mongòlia tenen cadascun un centre urbà capital que comprèn una part important de la població i la majoria del PIB. Cadascun té més d'un municipi diferent, amb un identificat com a ciutat capital, tot i que sovint passava el mateix amb les ciutats estat històriques. Ocasionalment, es citen com a microestats amb densitats de població elevades com San Marino, tot i mancar d'un gran nucli urbà.

## Ciutats-estat no sobiranes

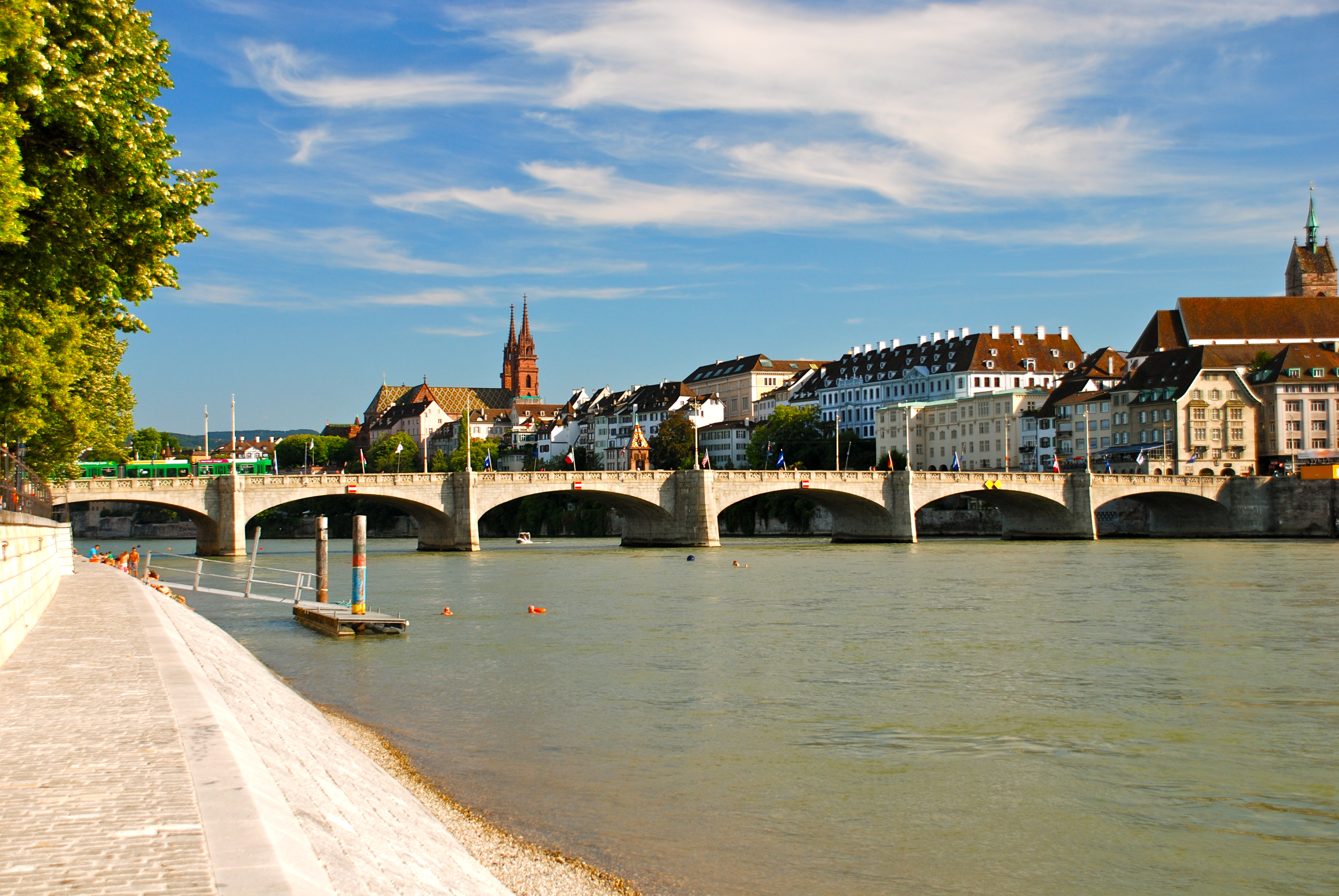
La ciutat de Basilea, situada al Rin, és una ciutat-estat històrica i un cantó suís.

Algunes ciutats o zones urbanes, encara que no són estats sobirans, poden tanmateix ser estats constituents d'una federació, o gaudir d'un alt grau d'autonomia. Com a tals, funcionen com a "ciutats estat" en el context de l'estat sobirà al qual pertanyen. L'historiador Mogens Herman Hansen descriu aquest aspecte de l'autogovern com: "La ciutat-estat és una unitat política autònoma, però no necessàriament independent". Una ciutat amb un autogovern més limitat es pot anomenar ciutat independent.
Algunes ciutats no sobiranes amb un alt grau d'autonomia que s'han descrit com a ciutats estat inclouen:
- Espanya: Ceuta i Melilla[46]
- Xina: Hong Kong i Macau[5]
- Regne Unit: Gibraltar[47]

Algunes ciutats que són estats constituents d'una federació i, com a tal, es poden descriure amb precisió com a ciutats estat no sobiranes serien:
- Suïssa: Basilea Ciutat[48]
- Alemanya: Bremen, Berlín i Hamburg[5]

## Ciutats-estat proposades

### Londres
El moviment independentista de Londres busca una ciutat-estat separada del Regne Unit.

### Nova York
Hi ha hagut diverses propostes perquè la ciutat de Nova York se separi de l'estat de Nova York.
En el període de crisi nacional immediatament anterior a la Guerra Civil americana, l'alcalde del Partit Democrata dels Estats Units Fernando Wood, va proposar la secessió de la ciutat com a ciutat-estat sobirà que s'anomenaria Ciutat Lliure de Tri-Insula ("tres illes" en llatí).), incorporant Manhattan, Long Island i Staten Island. En un comunicat al Consell Comú de la ciutat el 6 de gener de 1861, l'alcalde Wood va expressar la seva simpatia de Copperhead amb els Estats Confederats d'Amèrica i el desig que de mantenir un comerç de cotó rendible, la confiança que la ciutat-estat prosperaria amb els aranzels d'importació que llavors subministraven 2/3. dels ingressos federals, i especialment la insatisfacció amb el govern estatal d'Albany. Però la idea de sortir dels Estats Units va demostrar ser encara massa radical en el remolí de 1861 i va ser mal rebuda, sobretot després de l'Batalla de fort Sumter que va començar el 12 d'abril Amb tot, la guerra, i especialment el reclutament militar, sovint va ser impopular a la ciutat, provocant els mortals disturbis de Nova York. La veïna ciutat de Brooklyn, en canvi, era fermament unionista.
El 1969, l'escriptor Norman Mailer i el columnista Jimmy Breslin es van presentar junts amb un bitllet independent per buscar l'alcaldia i la presidència de l'Ajuntament, desafiant l'alcalde John Lindsay amb una agenda per convertir la ciutat de Nova York en el 51è estat. Quan se li va preguntar sobre el nom del nou estat, Breslin va dir que la ciutat es mereixia mantenir "Nova York" i que el nord de l'estat hauria de ser rebatejat com " Buffalo ", després de la seva ciutat més gran.
El 26 de febrer de 2003, el membre del Consell de Queens - Astoria, membre del Consell de Peter Vallone, Jr., va presentar un projecte de llei, i va esponsoritzar 20 dels 51 membres de l'Ajuntament, que recuperaven la idea d'un referèndum per a la secessió de l'estat de Nova York en el context de divisió entre els estats vermells vs. estats blaus i oposició a les polítiques del governador George Pataki. Es va escriure un informe del comitè, però va prendre poca acció, i el projecte de llei es va tornar a presentar amb un patrocinador addicional la mateixa data el 2004. Com l'alcalde Wood, el conseller Vallone va destacar els beneficis fiscals de la secessió, amb els ingressos que ara no provenien dels aranzels, sinó de Wall Street. El conseller Vallone va reintroduir el projecte de llei el 2006. El gener de 2008, Vallone va tornar a oferir una proposta per a la secessió de la ciutat de Nova York de l'estat de Nova York. Després que l'alcalde Michael Bloomberg testifiques als legisladors de l'estat de Nova York que la ciutat de Nova York donava a l'estat 11.000 milions de dòlars més dels que rep, Vallone va declarar: "Si no és una secessió, que algú em digui quines altres opcions tenim si l'estat continuarà fent-ho. prendre milers de milions de nosaltres i tornar-nos cèntims? Hauríem d'augmentar més els impostos? Hem de retallar més els serveis? O hauríem de plantejar-nos seriosament sortir sols?" L'Ajuntament de Nova York tenia previst celebrar una reunió sobre el tema.